# DEC Multia
Beim DEC Multia handelt es sich um eine Reihe kompakter Computer der Digital Equipment Corporation (DEC). 
Der im Jahr 1994 erschienene Multia sollte als kleiner und kostengünstiger Arbeitsplatzrechner in vernetzten Unternehmen dienen. Den Multia gab es sowohl mit Alpha-Prozessoren (Alpha 21066 und Alpha 21066A) als auch mit herkömmlichen x86-Prozessoren (Pentium 100 MHz). Als Betriebssystem war Windows NT vorinstalliert, es konnten aber auch eine Reihe weiterer Betriebssysteme wie Linux oder BSD auf dem Multia installiert werden. Später verkaufte DEC den Multia auch ohne vorinstalliertes Betriebssystem hauptsächlich an Bastler und Computerfreaks.
Ein großes Problem dieser Rechner war die durch die kompakte Bauweise bedingte schlechte Kühlung, wodurch viele Einheiten aufgrund von Überhitzung versagten.